# Zeitschrift des Architekten- und Ingenieur-Vereins zu Hannover
Die Zeitschrift des Architekten- und Ingenieur-Vereins zu Hannover (ZAIVH) war eine im 19. und Anfang des 20. Jahrhunderts erschienene illustrierte Fachzeitschrift für die Allgemeinheit sowie von und für Architekten und Ingenieure. Herausgeber war der Vorstand des Architekten- und Ingenieur-Vereins zu Hannover.

## Geschichte
Vorläufer der Zeitschrift war von 1851 bis 1854 das Notiz-Blatt des Architekten- und Ingenieur-Vereins für das Königreich Hannover. In den Jahren von 1855 bis 1866 erschien die Zeitschrift noch unter dem Titel Zeitschrift des Architekten- und Ingenieur-Vereins für das Königreich Hannover. Verleger war seinerzeit der ebenfalls in Hannover ansässige zeitweilige Verlagsbuchhändler Carl Rümpler. Spätere Ausgaben erschienen zunächst bei Schmorl & von Seefeld.
Nachfolger war die von 1896 bis 1900 wöchentlich geplante, dennoch unregelmäßig erschienene Zeitschrift für Architektur und Ingenieurwesen. Organ des Verbandes Deutscher Architekten- und Ingenieur-Vereine. Organ des Sächsischen Ingenieur- und Architekten-Vereins und des Architekten- und Ingenieur-Vereins zu Hannover. Wochenausgabe.
Zeitweilig parallel dazu erschien ab 1896 die nahezu gleichlautend titelnde Heftausgabe Zeitschrift für Architektur und Ingenieurwesen. Organ des Verbandes Deutscher Architekten- und Ingenieur-Vereine. Organ des Sächsischen Ingenieur- und Architekten-Vereins und des Architekten- und Ingenieur-Vereins zu Hannover. Heftausgabe. Diese erschien in Hannover anfangs bei Jänecke, dann bei Engelhard, früher in Wiesbaden bei Kreidel. Mit der Nummer 67 dieser dritten Serie wurde die Herausgabe des Blattes zu Beginn der Weimarer Republik im Jahr 1921 eingestellt.

## Persönlichkeiten
- 1901 bis 1908 hatte Carl Wolff die Schriftleitung der ZAIVH inne.[2]
- Wilhelm Keck schrieb mehrfach in der ZAIVH[6]

## Digitalisate
- Zeitschrift des Architecten- und Ingenieur-Vereins für das Königreich Hannover. Neue Folge des Notizblattes, mit 31 Zeichnungen und Holzschnitten und einem Anhang Uebersicht der mittelalterlichen +*Baudenkmäler Niedersachsen, Band 4, Heft 1–4, Carl Rümpler, Hannover 1858.[7] Die folgenden Digitalisate sind in der Münchner Digitalen Sammlung vorhanden. Die Ausgaben wurden in der Regel redigiert von Wilhelm Keck.

- Bände 13.1867 bis 41.1895
- Band 01, 1855
- Band 02, 1856
- Band 03, 1857
- Band 04, 1858
- Band 05, 1859
- Band 06, 1860
- Band 07, 1861
- Band 08, 1862
- Band 09, 1863
- Band 10, 1864
- Band 11, 1865
- Band 12, 1866
- Band 13, 1867
- Band 14, 1868
- Band 15, 1869
- Band 16, 1870
- Band 17, 1871
- Band 18, 1872
- Band 19, 1873
- Band 20, 1874
- Band 21, 1875
- Band 22, 1876
- Band 23, 1877
- Band 24, 1878
- Band 25, 1879
- Band 26, 1880
- Band 34, 1888